# EIROForum
EIROForum е европейска междуправителствена организация, обединяваща 7 европейски научни института:
- Европейската южна обсерватория
- Европейския съвет за ядрени изследвания
- Европейската космическа агенция
- Европейската лаборатория за молекулярна биология
- Европейското обединение за термоядрени изследвания
- Института Лауе-Ланжевен
- Европейския център за синхротронна радиация

Организацията се финансира частично по Седма рамкова програма на Европейския съюз, но отделните организации имат самостоятелно финансиране от своите страни-членки.